# Vincent (cortometraje)
Vincent es un cortometraje de animación dirigido por Tim Burton en 1982, que narra la historia de un niño introvertido de 7 años llamado Vincent Malloy, que sueña con ser igual que su ídolo soñado, el actor estadounidense, Vincent Price.
Vincent cuenta con dos colaboradores que acompañarán al director en futuros proyectos: Rick Heinrichs, diseñador de producción y/o colaborador de casi todos sus filmes, y Vincent Price, que presta al relato su inconfundible voz.

## Reparto
- Vincent Price como El Narrador.

## Sinopsis
Vincent Malloy sueña obsesivamente con ser el actor Vincent Price y sus ensoñaciones provocan la preocupación de su madre. Su mente, que no distingue ya el mundo real del mundo de sus fantasías, vive absorta en la encarnación de los diversos papeles de su admirado actor, especialmente aquellos inspirados en la obra del escritor Edgar Allan Poe. Todo ello hace nacer en él una oscura y turbia concepción de la vida, que lo convierte en un ser solitario y marginal.

## Realización
Primer cortometraje dirigido por Tim Burton, está realizado con la técnica de animación stop motion (cuadro por cuadro), con muñecos de ojos grandes y lúgubres figuras de arcilla. Cuenta con un excelente guion del propio Tim Burton, música de Ken Hinton y con la fotografía de Victor Abdalov.
Vincent está basado en un poema que Burton escribió al estilo de los cuentos del Dr. Seuss ("How the Grinch stole Christmas", entre otros) mientras trabajaba para la compañía Disney. Burton no estaba a gusto en la compañía durante aquella época, porque no le permitían desarrollar libremente sus ideas. De este modo, se tomó su estancia en la compañía Disney como un trabajo meramente administrativo, dedicando sus esfuerzos creativos a proyectos más personales como Doctor Doom (1980) o Luau (1982), un cortometraje sobre cabezas alienígenas sin cuerpo.
A pesar de todo, en 1982, Burton convence a Julie Hickson, directora del departamento creativo de los estudios, para que produzca su primera incursión como director profesional por un presupuesto de 60.000 dólares, el corto de animación Vincent. Así, el joven director consiguió unir al animador Rick Heinrichs, al animador de muñecos Steven Chiodo y al cámara Victor Abdalov durante dos meses para darle forma a la poesía que había escrito bajo la influencia de los relatos de Edgar Allan Poe, así como las películas de su ídolo Vincent Price, y las películas de terror alemanas de los años 20.
Por su parte, cabe destacar que el propio Vincent Price recitó la poesía para el corto en su versión original y más tarde mantuvo una amistad con el director, que se materializó en una colaboración para Eduardo Manostijeras, última película de Vincent Price, y un documental inacabado filmado por Burton titulado Conversations with Vincent.
El cortometraje fue proyectado durante dos semanas en un cine de Los Ángeles junto con la película Tex y consiguió ganar varios premios. Finalmente, acabó en los archivos de la Disney dado que no sabían que hacer con él. Se trataba de un corto de 6 minutos en blanco y negro que no tenía más mercado que el formato de los festivales de animación. Más tarde se recuperó para proyectarlo en The Nightmare Before Christmas e incorporarlo en el DVD de la misma.

## Temas
Este cortometraje constituye una pieza de carácter casi autobiográfico del propio creador, además de ser un tributo al famoso actor de películas de terror, Vincent Price, a quien Burton admiraba desde joven. De hecho, el personaje de Vincent Malloy está basado en el mismo director y es en el escenario de su particular universo, donde se tratan temas como la soledad, la locura, la ambigüedad entre realidad y sueño, la desesperación, el aislamiento y la paranoia. De esta manera, se muestra el mundo de Vincent, y como todos sus elementos participan en la integración del espectador en una trama entre imaginación y realidad. Vincent, según la narración «es un niño amable pero algo huraño; es bueno, obediente y muy educado, pero él quiere ser como Vincent Price, su ídolo soñado», y por esa razón se observan constantemente durante todo el corto, sus fantasías encarnando al actor en diversos papeles de su carrera, todo ello acompañado por un discurso narrativo caracterizado por las recurrentes rimas al más puro estilo de Edgar Allan Poe, que dotan al conjunto de una gran sonoridad poética, ya que el cortometraje está basado en un poema escrito por Burton.
Por otra parte, durante el corto se pueden apreciar elementos e ideas que serán recurrentes en muchas de las obras posteriores del director. Por ejemplo, el personaje marginado e inadaptado, como es en este caso Vincent Malloy, es un factor crucial en casi todas sus películas, donde los protagonistas suelen ser seres incomprendidos y solitarios, y a menudo son rechazados por la mayoría de la sociedad, como ocurre con el personaje Eduardo Manostijeras, en la película con el mismo nombre.
Otro de los temas constantes que se repite en sus siguientes películas, es la presencia de la muerte, justificada por la notable influencia de Edgar Allan Poe. Ejemplo de ello es la película en stop-motion Corpse Bride, donde la historia se va desarrollando entre el mundo de los vivos y el mundo de los muertos.
Además, la aparición, o más bien experimentación, con animales es otro elemento que va a acompañar a Tim Burton durante gran parte de su carrera. En el corto Vincent, se puede ver como el protagonista «hace experimentos con su perro, Abercrombie, con el fin de crear un horrible zombie», dato que remite inmediatamente a su obra posterior Frankenweenie. Inspirada en el clásico de Mary Shelley Frankenstein o el moderno Prometeo, cuenta la historia de un joven Víctor Frankenstein, quien tras perder a su querido perro Sparky en un accidente de tráfico, hace un experimento para devolver a la vida a su inseparable amigo, dando como resultado una especie de perro zombi. Igualmente, muchos de los protagonistas de las historias de Burton, tienen también por mascota un perro. Por otra parte, no puede olvidarse el entrañable gato negro que aparece al principio del corto Vincent, animal relacionado estrechamente con Edgar Allan Poe.
Finalmente, el tema de lo paranormal también es destacable dentro de la filmografía del director estadounidense. Tim Burton es conocido por sus tramas que giran en torno a temas sobrenaturales, como ocurre por ejemplo, en la película Sleepy Hollow, donde la población de una pequeña aldea del norte de Nueva York vive atemorizada por una leyenda de un jinete sin cabeza, al cual los aldeanos acusan de ser el culpable de los recientes asesinatos producidos allí. No obstante, en el caso de Vincent, el tema de lo paranormal es tratado desde otra perspectiva, más relacionada con la introspección del protagonista y su realidad. Esto se puede ver, sobre todo, en la parte final del corto donde la locura de Vincent alcanza su punto máximo y el joven de 7 años se ve sumido en alucinaciones de esencia sobrenatural.

## Estilo
Este cortometraje, marcado por una estética lúgubre y oscura, está grabado en blanco y negro, predominando el uso de las sombras para dotar de mayor dramatismo a las imágenes que más lo requieren. Bajo la influencia del expresionismo alemán, Vincent cuenta con un estilo tenebroso y fantasmagórico que servirá como antecedente para trabajos posteriores de este director. Su distintivo e inconfundible estilo basado en el terror gótico, posee una enorme fuerza visual que se personifica en el protagonista del corto animado y en la realidad que él imagina.

## Otros datos
- Dirección de producción: Tim Burton
- Dirección técnica de animación: Stephen Chiodo
- Esculturas y diseños adicionales: Rick Heinrichs

## Premios
- Ottawa International Animation Festival, Won Audience Award (1984) Otorgado a Tim Burton.